# شعيب أحمد (رجل أعمال)
شعيب أحمد (بالإنجليزية: Shoaib Ahmed)‏ هو شخصية أعمال هندي، ولد في 3 مايو 1964 في بنغالور في الهند.